# Дане Малешевић
Дане Малешевић је српски политичар. Садашњи је народни посланик у Народној скупштини Републике Српске и функционер Демократског народног савеза (ДНС). Бивши је министар просвјете и културе Републике Српске.

## Биографија
Рођен је 1952. године у мјесту Чивчије, општина Прњавор. По завршетку основне школе наставља школовање у Учитељској школи у Бањој Луци. Након завршене Учитељске школе, као редован студент стиче звање професора политехничког васпитања и образовања.
Магистрирао је 2007. године на Универзитету у Новом Саду - теза „Квалитет развоја школског менаџмента примјеном EFQM модела“. На Универзитету у Новом Саду је и докторирао 2011. године - докторска теза „Методолошки фактори обезбеђења квалитета средњег стручног образовања и њихов утицај на повишење нивоа производње“.
Највећи дио радног вијека провео је у Техничкој школи у Градишци као професор а касније директор у неколико мандата. У једном периоду био је савјетник у Министарству просвјете и културе Републике Српске (од септембра 2004. до марта 2005). Био је начелник Одјељења за друштвене дјелатности општине Градишка (од децембра 2012. до децембра 2014).
Као истакнути стручњак у области просвјете, био је укључен, између осталог, у израду номенклатуре занимања за средње стручно образовање, за институционални развој стручног образовања те развој наставних планова и програма за основну школу и средње стручне школе у Републици Српској. Био је ангажован и у бројним пројектима који се односе првенствено на средње стручно образовања и његову реформу
За допринос развоју образовања, од стране Скупштине општине Градишка добио је Повељу са златним грбом општине 2001. године.
Национална припадност: Србин